# Scleropages jardinii
Scleropages jardinii (Saville-Kent, 1892), noto anche come saratoga del golfo, saratoga settentrionale, osteoglosso australiano o arowana perlato, è una specie di pesce osseo d'acqua dolce originario dell'Australia e della Nuova Guinea, una delle due specie conosciute come arowana australiano (l'altra è Scleropages leichardti). Possiede numerosi altri nomi comuni, come toga e barramundi (da non confondere con la perca barramundi, Lates calcarifer). Appartiene alla famiglia Osteoglossidae, un gruppo di pesci teleostei.

## Descrizione
Il saratoga settentrionale presenta un corpo allungato e scuro, con sette file di grandi scaglie, ciascuna recante diverse macchie rossastre o rosate disposte a mezzaluna lungo il bordo, che gli conferiscono un aspetto perlato. Ha grandi pinne pettorali dalla forma simile a ali, una singola pinna dorsale e un paio di barbigli. A differenza dell'arowana asiatico, mostra una colorazione più opaca e scaglie di dimensioni minori. Può raggiungere una lunghezza compresa tra 90 e 100 cm, con un peso massimo registrato di 12,27 kg. La profondità del corpo negli adulti è pari a circa il 25-28% della lunghezza media, caratteristica che lo rende più tozzo rispetto al suo parente australiano Scleropages leichardti. 
È una specie territoriale e molto aggressiva, che normalmente non tollera la presenza di altri saratoga settentrionali, e pertanto non è adatta ad acquari comunitari.
Come gli altri arowana, è un incubatore orale, ma a differenza dell'arowana asiatico, studi suggeriscono che sia la femmina, e non il maschio, a incubare gli avannotti nella bocca.

## Distribuzione e habitat
Scleropages jardinii è distribuito in maniera irregolare lungo il Golfo di Carpentaria, a ovest fino al fiume Adelaide, nel Territorio del Nord, in tutto il nord del Queensland e nel centro-sud dell'isola della Nuova Guinea. Abita acque calme e limpide di pozze e billabong, nonché tratti di corsi d'acqua a corrente lenta.
Né la Convenzione CITES né la Lista Rossa della IUCN considerano Scleropages jardinii come specie in pericolo di estinzione o minacciata.

## Alimentazione
I saratoga settentrionali sono carnivori opportunisti, nutrendosi di insetti acquatici e terrestri, piccoli pesci e crostacei.